# Arrow Electronics
Arrow Electronics (NYSE: ARW) er en amerikansk distributør af elektroniske komponenter med hovedkvarter i Centennial, Colorado. De har 22.000 ansatte og en årsomsætning på 33 mia. $.
Arrow Electronics blev etableret i 1935 da butikken Arrow Radio åbnede på Cortlandt Street i Manhattan.